# Guane
Guane ist eine Stadt und ein Municipio in der Provinz Pinar del Río in Kuba. Es liegt im Südosten der Provinz und umfasst 717 km² Fläche. Das Municipio grenzt im Norden an Mantua und Minas de Matahambre, im Südosten an San Juan y Martínez und im Südwesten an Sandino mit der Halbinsel Guanahacabibes. Im Süden wird das Municipio durch das Karibische Meer begrenzt. Sein Relief ist wellig. 45 Prozent der Fläche besteht aus Hügel- oder Bergland und 55 Prozent aus Ebenen, welche sich hauptsächlich im Küstengebiet befinden.
Gegründet wurde der Ort 1596 als erste Siedlung auf dem Gebiet der heutigen Provinz. Die Forstwirtschaft und der Tabakanbau entwickelten sich schnell zu den Hauptsäulen der lokalen Wirtschaft. In der Stadt Guane werden die Erfrischungsgetränke der Marke Ciego Montero produziert, zu denen auch die bekannte tuKola gehört.
Im Municipio, welches in seiner heutigen Ausdehnung seit der Gebietsreform von 1976 existiert, leben heute 36.108 Einwohner, was einer Bevölkerungsdichte von 50,36 Einwohnern je Quadratkilometer entspricht.

## Persönlichkeiten
- Jorge Pérez (* 1951), Radrennfahrer